# The Acquittal
The Acquittal is een Amerikaanse misdaadfilm uit 1923 onder regie van Clarence Brown. Destijds werd de film in Nederland uitgebracht onder de titel De vrijspraak.

## Verhaal
Een rijke man wordt vermoord in zijn slaapkamer. Een van zijn twee pleegzoons wordt aangehouden op verdenking van moord, maar hij wordt vrijgesproken op het proces. Omdat de politie de misdaad niet kan oplossen, besluit een van de schoondochters van de overledene zelf op onderzoek uit te gaan.

## Rolverdeling
| Acteur            | Personage             |
| ----------------- | --------------------- |
| Claire Windsor    | Madeline Ames         |
| Norman Kerry      | Robert Armstrong      |
| Richard Travers   | Kenneth Winthrop      |
| Barbara Bedford   | Edith Craig           |
| Charles Wellesley | Andrew Prentice       |
| Frederick Vroom   | Carter Ames           |
| Ben Deeley        | Huisknecht            |
| Harry Mestayer    | Officier van justitie |
| Emmett King       | Dominee               |
| Dot Farley        | Kamermeid             |
| Hayden Stevenson  | Taxichauffeur         |
| Mildred Manning   | Mevrouw Crown         |
| Anton Vaverka     | Rus                   |